# Pietroaia (okręg Dolj)
Pietroaia – wieś w Rumunii, w okręgu Dolj, w gminie Sopot. W 2011 roku liczyła 416 mieszkańców.